# Jens Petersen
Jens Petersen (Esbjerg, 22 dicembre 1941 – Esbjerg, 8 marzo 2012) è stato un allenatore di calcio e calciatore danese, di ruolo difensore.

## Carriera

### Club
Petersen esordì nell'Esbjerg, con cui conquista il sesto posto nella 1. division 1960.
Nel 1961 conquista il campionato danese, risultato che ottiene anche nei due anni seguenti 1962 e 1963. Nel 1963 viene eletto calciatore danese dell'anno. I successi in campionato danno all'Esbjerg l'accesso alla Coppa Campioni: nell'edizione 1962-1963 raggiunge gli ottavi di finale, mentre nell'edizione seguente Petersen con i suoi si ferma al primo turno. Nel 1964 ottiene il quarto posto ma vince la coppa di Danimarca.
Nel 1964 si trasferisce in Scozia all'Aberdeen, ottenendo il dodicesimo posto nella Scottish Division One 1964-1965, nella stagione 1965-1966 ottiene con il suo club l'ottavo posto finale. L'anno dopo ottiene in campionato il quarto posto e raggiunge la finale dalla Scottish Cup 1966-1967, persa contro il Celtic.
Nell'estate 1967 con il suo club disputò il campionato nordamericano organizzato dalla United Soccer Association: accadde infatti che tale campionato fu disputato da formazioni europee e sudamericane per conto delle franchigie ufficialmente iscritte al campionato, che per ragioni di tempo non avevano potuto allestire le proprie squadre. L'Aberdeen rappresentò i Washington Whips, vincendo la Eastern Division, qualificandosi per la finale. La finale vide i Whips cedere ai Los Angeles Wolves, rappresentati dai Wolverhampton.
Ottiene un quinto posto nella stagione 1967-1968, in cui raggiunge con i suoi gli ottavi di finale della Coppa delle Coppe 1967-1968, a cui segue il quindicesimo nella Scottish Division One 1968-1969. Nella sua ultima stagione in forza ai Dons ottiene l'ottavo posto della Scottish Division One 1969-1970 e soprattutto la vittoria della Scottish Cup 1969-1970, prevalendo nella finale contro il Celtic.
Nel 1970 si trasferisce in Austria per giocare nel Rapid Vienna, con cui ottiene il terzo posto della Nationalliga e raggiunge la finale della ÖFB-Cup, persa contro l'Austria Vienna.
L'anno seguente si trasferisce in Belgio per giocare nel Malines. Con il suo club ottiene il sesto posto della Division I 1971-1972 a cui segue il quinto la stagione seguente.
Nel 1973 torna in patria per giocare nel Varde, club con cui chiuderà la carriera agonistica nel 1975, divenendone poi allenatore.

### Nazionale
Petersen esordì nella nazionale maggiore nel 1962, giocandovi 21 incontri sino al 1964.

#### Cronologia presenze e reti in Nazionale
| Cronologia completa delle presenze e delle reti in nazionale ― Danimarca | Cronologia completa delle presenze e delle reti in nazionale ― Danimarca | Cronologia completa delle presenze e delle reti in nazionale ― Danimarca | Cronologia completa delle presenze e delle reti in nazionale ― Danimarca | Cronologia completa delle presenze e delle reti in nazionale ― Danimarca | Cronologia completa delle presenze e delle reti in nazionale ― Danimarca | Cronologia completa delle presenze e delle reti in nazionale ― Danimarca | Cronologia completa delle presenze e delle reti in nazionale ― Danimarca |
| Data                                                                     | Città                                                                    | In casa                                                                  | Risultato                                                                | Ospiti                                                                   | Competizione                                                             | Reti                                                                     | Note                                                                     |
| ------------------------------------------------------------------------ | ------------------------------------------------------------------------ | ------------------------------------------------------------------------ | ------------------------------------------------------------------------ | ------------------------------------------------------------------------ | ------------------------------------------------------------------------ | ------------------------------------------------------------------------ | ------------------------------------------------------------------------ |
| 8-12-1962                                                                | Gzira                                                                    | Malta                                                                    | 1 – 3                                                                    | Danimarca                                                                | Qual. Euro 1964                                                          | -                                                                        |                                                                          |
| 12-12-1962                                                               | Istanbul                                                                 | Turchia                                                                  | 1 – 1                                                                    | Danimarca                                                                | Amichevole                                                               | -                                                                        |                                                                          |
| 19-5-1963                                                                | Budapest                                                                 | Ungheria                                                                 | 6 – 0                                                                    | Danimarca                                                                | Amichevole                                                               | -                                                                        |                                                                          |
| 3-6-1963                                                                 | Copenaghen                                                               | Danimarca                                                                | 1 – 1                                                                    | Finlandia                                                                | Campionato nordico di calcio 1960-1963                                   | -                                                                        |                                                                          |
| 23-6-1963                                                                | Copenaghen                                                               | Danimarca                                                                | 2 – 3                                                                    | Romania                                                                  | Qual. XVIII Olimpiade                                                    | -                                                                        |                                                                          |
| 29-6-1963                                                                | Copenaghen                                                               | Danimarca                                                                | 4 – 0                                                                    | Albania                                                                  | Qual. Euro 1964                                                          | 1                                                                        |                                                                          |
| 15-9-1963                                                                | Oslo                                                                     | Norvegia                                                                 | 0 – 4                                                                    | Danimarca                                                                | Campionato nordico di calcio 1960-1963                                   | -                                                                        |                                                                          |
| 6-10-1963                                                                | Copenaghen                                                               | Danimarca                                                                | 2 – 2                                                                    | Svezia                                                                   | Campionato nordico di calcio 1960-1963                                   | -                                                                        |                                                                          |
| 30-10-1963                                                               | Tirana                                                                   | Albania                                                                  | 1 – 0                                                                    | Danimarca                                                                | Qual. Euro 1964                                                          | -                                                                        |                                                                          |
| 3-11-1963                                                                | Bucarest                                                                 | Romania                                                                  | 2 – 3                                                                    | Danimarca                                                                | Qual. XVIII Olimpiade                                                    | -                                                                        |                                                                          |
| 28-11-1963                                                               | Torino                                                                   | Danimarca                                                                | 1 – 2                                                                    | Romania                                                                  | Qual. XVIII Olimpiade                                                    | -                                                                        |                                                                          |
| 4-12-1963                                                                | Lussemburgo                                                              | Lussemburgo                                                              | 3 – 3                                                                    | Danimarca                                                                | Qual. Euro 1964                                                          | -                                                                        |                                                                          |
| 10-12-1963                                                               | Copenaghen                                                               | Danimarca                                                                | 2 – 2                                                                    | Lussemburgo                                                              | Qual. Euro 1964                                                          | -                                                                        |                                                                          |
| 18-12-1963                                                               | Amsterdam                                                                | Danimarca                                                                | 1 – 0                                                                    | Lussemburgo                                                              | Qual. Euro 1964                                                          | -                                                                        |                                                                          |
| 28-6-1964                                                                | Malmö                                                                    | Svezia                                                                   | 4 – 1                                                                    | Danimarca                                                                | Campionato nordico di calcio 1964-1967                                   | -                                                                        |                                                                          |
| 6-9-1964                                                                 | Helsinki                                                                 | Finlandia                                                                | 2 – 1                                                                    | Danimarca                                                                | Campionato nordico di calcio 1964-1967                                   | -                                                                        |                                                                          |
| 11-10-1964                                                               | Copenaghen                                                               | Danimarca                                                                | 2 – 0                                                                    | Norvegia                                                                 | Campionato nordico di calcio 1964-1967                                   | -                                                                        |                                                                          |
| 21-10-1964                                                               | Copenaghen                                                               | Danimarca                                                                | 1 – 0                                                                    | Galles                                                                   | Qual. Mondiali 1966                                                      | -                                                                        |                                                                          |
| 29-11-1964                                                               | Atene                                                                    | Grecia                                                                   | 4 – 2                                                                    | Danimarca                                                                | Qual. Mondiali 1966                                                      | -                                                                        |                                                                          |
| 1-12-1964                                                                | Tel Aviv                                                                 | Israele                                                                  | 0 – 1                                                                    | Danimarca                                                                | Amichevole                                                               | -                                                                        |                                                                          |
| 5-12-1964                                                                | Bologna                                                                  | Italia                                                                   | 3 – 1                                                                    | Danimarca                                                                | Amichevole                                                               | -                                                                        |                                                                          |
| Totale                                                                   |                                                                          | Presenze                                                                 | 21                                                                       |                                                                          | Reti                                                                     | 1                                                                        |                                                                          |

## Palmarès

### Giocatore

#### Club
- Campionato danese: 3

Esbjerg: 1961, 1962, 1963
- Coppa di Danimarca: 1

Esbjerg: 1964
- Coppa di Scozia: 1

Aberdeen: 1969-1970

#### Individuale
- Calciatore danese dell'anno: 1

1963